# Sydney Knowles
Sydney James Knowles (Preston, 3 de septiembre de 1921 - Coín, 31 de julio de 2012) fue un buzo militar de la Marina Real británica durante y después de la Segunda Guerra Mundial.

## Biografía
Knowles nació en Preston, Lancashire, hijo de un ferroviario. Se unió a la Marina al comienzo de la Segunda Guerra Mundial y sirvió como fogonero a bordo de los destructores Zulu y Lookout, participando en convoyes transatlánticos y en la Operación Pedestal, el socorro de Malta. En 1942, Knowles se unió al Grupo de Trabajo Subacuático, bajo el mando del teniente comandante Lionel Crabb, en Gibraltar.
Knowles formaba parte de un grupo de buzos de protección submarina que buscaban minas lapa en el puerto de Gibraltar durante el período de los ataques italianos con hombres rana y torpedos tripulados. El grupo se sumergió con equipos Davis Escape, que hasta entonces no se habían utilizado mucho o nada para descender desde la superficie. Al principio nadaban a braza, sin aletas.
El 17 de diciembre de 1942, durante uno de esos ataques, dos de los buzos militares italianos, el teniente Visintini y el suboficial Magro, murieron, probablemente a causa de pequeñas cargas explosivas arrojadas desde patrulleras de defensa del puerto, una táctica que se dice fue introducida por Crabb. Sus cuerpos fueron recuperados y sus aletas fueron tomadas y desde entonces utilizadas por Knowles y Crabb.
En julio de 1943, Knowles participó en la recuperación del cuerpo del comandante general de la Polonia Libre, Władysław Sikorski, después de que su avión se estrellara frente a Gibraltar. Más tarde su unidad operó en Italia, limpiando minas y obstáculos, incluidas las minas del Puente de los Suspiros, en Venecia.
Knowles dejó la Marina en 1950 y trabajó como transportista autónomo. Su última misión antes de abandonar la Marina Real británica fue la búsqueda de un galeón de la Armada Invencible en la bahía de Tobermory, en la isla de Mull.
En 1955, Crabb llevó a Knowles con él para investigar el casco del crucero soviético Sverdlov, con el fin de evaluar su superior maniobrabilidad. Según Knowles, encontraron una abertura circular en la proa del barco y en su interior una gran hélice que podía orientarse para dar empuje a la proa.
Crabb desapareció después de una inmersión en el barco hermano del Sverdlov, el Ordzhonikidze en el puerto de Portsmouth en 1956. Solo catorce meses después se encontró un cuerpo con un traje de buzo flotando frente a la isla Pilsey. El cuerpo estaba mutilado y su identificación por parte de los familiares resultó difícil. Knowles sabía que Crabb tenía dos cicatrices prominentes en su pierna izquierda; al no encontrar ninguna cicatriz en el cadáver, se negó a identificarlo como el de Crabb. Un jurado de investigación emitió un veredicto abierto, pero el forense anunció que estaba convencido de que el cuerpo era el de Lionel Crabb.
El 26 de marzo de 2006, The Mail On Sunday publicó un artículo de Tim Binding titulado «Buster Crabb fue asesinado por el MI5». Binding escribió un relato novelado de la vida de Crabb, Man Overboard, que fue publicado por Picador en 2005. Binding afirmó que, después de la publicación del libro, Knowles, que ahora vivía en Málaga, España, se puso en contacto con él. Binding afirma que ambos se reunieron en España y que Knowles le dijo que el MI5 sabía que Crabb tenía intenciones de desertar a la URSS. Esto habría sido vergonzoso para el Reino Unido, siendo Crabb un héroe de guerra reconocido. Knowles le sugirió que el MI5 había organizado la misión a Ordzhonikidze específicamente para asesinar a Crabb, y le proporcionó a Crabb un nuevo compañero de buceo al que se le ordenó matarlo. Binding afirmó que Knowles afirmaba que el MI5 le ordenó identificar el cuerpo encontrado como Crabb, cuando sabía que definitivamente no era Crabb. Knowles siguió adelante con el engaño. Knowles aseguraba que su vida fue amenazada en Torremolinos en 1989, en un momento en que Knowles estaba en conversaciones con un biógrafo. 
Knowles declaró en una entrevista televisada que Crabb no se zambulló solo en su última misión fatal.
Knowles falleció en Coín el 31 de julio de 2012. Fue enterrado en el Cementerio Inglés de Málaga.
Knowles fue interpretado por Michael Craig en la película ficticia de 1958 The Silent Enemy sobre los buzos de la Segunda Guerra Mundial en Gibraltar.

## Publicaciones
- A Diver in the Dark. Bognor Regis, West Sussex: Woodfield Publishing Ltd. 2009. ISBN 1-84683-082-6.